# Azzurra Brindisi 1999-2000
La Azzurra Brindisi 1999-2000, sponsorizzata Sicer, prende parte al campionato italiano di B di Eccellenza, girone B a 14 squadre. Chiude la stagione regolare al nono posto con 11V e 15P, con 1737 punti fatti e 1813 subiti, si salva sconfiggendo l'Hidra Viterbo nella fase preliminare dei playout per 2-1 (61-58;77-86;78-76)

## Storia
L’Azzurra Brindisi targata Sicer si presenta ai nastri di partenza della nuova stagione rivoluzionata, nuova proprietà e nuovo coach, al posto di Giovanni Rubino viene ingaggiato Claudio Vandoni già coach di squadre di Serie A e della nazionale femminile. Vengono ceduti Domenico Castellitto alla Juve Caserta, Andrea Loriga alla Virtus Siena, Della Corte e Passante al Basket Lecce, Christian Femminini alla Levoni Potenza. La folta campagna acquisti invece comprende innanzitutto l'ala tiratrice italo-argentina Horacio Bosco, quindi il pivot di 2,09 Gianluca La Torre dall'Hidra Viterbo, dal Basket Teramo la guardia Giuseppe Stama e il pivot Roberto Tortolini, dal Basket Latina il play Alessandro Zanier, dallo Scafati Basket il pivot Matteo Totaro, dall' Basket Jesi l'ala-pivot brindisina Max di Santo e da Olbia l'ala Nicola Elia. Dopo appena cinque giornate di campionato viene sostituito il Coach, ritorna a Brindisi Coach Piero Pasini protagonista della doppia promozione fino alla Serie A/1 di inizio anni '80, vengono inoltre avvicendati Stama e Elia con l'ala brindisina Maurizio Cucinelli dal Basket Club Ferrara e Sergio Zucchi dall' Olimpia Basket Matera. Migliore marcatore della stagione è Giovanni Parisi con 378 punti in 29 partite.

## Roster
| Azzurra Sicer Brindisi 1999/2000 | Azzurra Sicer Brindisi 1999/2000 |
| Giocatori                        | Staff tecnico                    |
| -------------------------------- | -------------------------------- |

| N. | Naz.                 | Ruolo | Nome                             | Anno | Alt.   | Peso |  |
| -- | -------------------- | ----- | -------------------------------- | ---- | ------ | ---- |  |
| 4  | Italia (bandiera)    | G     | Luca Cordella                    | 1982 | 190 cm |      |  |
| 5  | Italia (bandiera)    | A     | Nicola Elia (Fino al 17/1/00)    | 1976 | 192 cm |      |  |
| 6  | Italia (bandiera)    | P     | Giangiovanni Parisi              | 1973 | 182 cm |      |  |
| 7  | Italia (bandiera)    | PG    | Giuseppe Stama (Fino al 17/1/00) | 1964 | 192 cm |      |  |
| 8  | Argentina (bandiera) | A     | Horacio Bosco                    | 1973 | 199 cm |      |  |
| 9  | Italia (bandiera)    | AC    | Giancarlo Zizza                  | 1974 | 202 cm |      |  |
| 10 | Italia (bandiera)    | G     | Alessandro Zanier                | 1974 | 191 cm |      |  |
| 11 | Italia (bandiera)    | AC    | Fabiano Ventruto                 | 1982 | 200 cm |      |  |
| 12 | Italia (bandiera)    | AC    | Massimiliano Di Santo            | 1971 | 200 cm |      |  |
| 13 | Italia (bandiera)    | AC    | Matteo Totaro                    | 1966 | 197 cm |      |  |
| 14 | Italia (bandiera)    | C     | Gianluca La Torre                | 1972 | 209 cm |      |  |
| 15 | Italia (bandiera)    | AC    | Roberto Tortolini                | 1969 | 203 cm |      |  |
| 16 | Italia (bandiera)    | P     | Giovanni Sardano                 | 1982 | 185 cm |      |  |
|    | Italia (bandiera)    | G     | Angelo Milone                    | 1974 | 193 cm |      |  |
|    | Italia (bandiera)    | A     | Maurizio Cucinelli (Dal 18/1/00) | 1979 | 196 cm |      |  |
|    | Italia (bandiera)    | A     | Sergio Zucchi (Dal 18/1/00)      | 1968 | 201 cm |      |  |

| Allenatore                                                    |
| - Claudio Vandoni - Piero Pasini dal 14/11/99                 |
| Assistente/i                                                  |
| - Gianvito Guadalupi - Antonio D'Amore Legenda - (C) Capitano |

## Risultati

### Stagione Regolare
| Arbitri: | Auriemma (Napoli) Di Francia (Pozzuoli) |

|                                     |       |                        |
| La Torre 14, Di Santo 13, Parisi 10 | Punti | Calbini 22, Ebeling 11 |

| Arbitri: | Fusco (Caserta) Castelluccio (Napoli) |

|                                        |       |                                  |
| Longobardi 19, Cappella 19, Agostini 9 | Punti | Tortolini 20, Bosco 12, Totaro 9 |

| Arbitri: | Quacci (Pavia) Sivieri (Milano) |

|                                    |       |                        |
| Di Santo 15, Tortolini 9, Parisi 9 | Punti | Vidili 26, Esposito 13 |

| Arbitri: | Moscatello (Bergamo) Longhi (Cantù) |

|                                   |       |                                  |
| Virgilio 13, Andrè, 12, Zucchi 10 | Punti | Parisi 18, Stama 12, La Torre 12 |

| Arbitri: | Di Paolo (Chieti) Regine (Formia) |

|                                  |       |                                        |
| Parisi 18, Zanier 14, La Torre 8 | Punti | Casalvieri 22, Bertolazzi 15, Sales 13 |

| Arbitri: | Di Paolo (Sulmona) Caroti (Livorno) |

|                                  |       |                                   |
| Di Santo 22, Parisi 14, Stama 12 | Punti | Di Monte 19, Piccin 17, Pezzin 12 |

| Arbitri: | Seghetti (Livorno) Riuscetti (Trento) |

|                              |       |                                  |
| Bon 26, Grossi 11, Cagnin 11 | Punti | Stama 18, Parisi 16, Di Santo 16 |

| Arbitri: | De Socio (Bologna) Strozzi (Parma) |

|                                          |       |                                  |
| Bonaccorsi 27, De Ambrosi 23, Binetti 18 | Punti | Di Santo 23, Parisi 18, Stama 10 |

| Arbitri: | Vaccarino (Busto Arsizio) Tedesco (Matera) |

|                                      |       |                                          |
| Di Santo 18, Tortolini 14, Zanier 13 | Punti | Angeli 27, Vettorelli 16, Coltellacci 10 |

| Arbitri: | Auriemma (Napoli) Di Francia (Pozzuoli) |

|                                |       |                       |
| Paoli 20, Cempini 15, Pilat 12 | Punti | La Torre 17, Parisi 8 |

| Arbitri: | Federici (Roma) Lilli (Ladispoli) |

|                                  |       |                              |
| Parisi 18, Stama 16, Di Santo 12 | Punti | Rossi 18, Marino 10, Benzi 9 |

| Arbitri: | Corti (Sesto San Giovanni) Longhi (Cantù) |

|                                   |       |                            |
| Parisi 16, La Torre 11, Zanier 10 | Punti | Angiolini 18, Passarelli 8 |

| Arbitri: | Capurro (Reggio Calabria) Fusco (Caserta) |

|                                       |       |                                   |
| Maggioni 27, Sperduto 20, Spinelli 17 | Punti | Tortolini 19, Stama 17, Parisi 12 |

| Arbitri: | Gori (Padova) Barretta (Mestre) |

|                                      |       |                            |
| Monzecchi 15, Calbini 15, Ebeling 13 | Punti | Cucinelli 14, Tortolini 12 |

| Arbitri: | Di Francia (Pozzuoli) Tedesco (Matera) |

|                                   |       |                                      |
| Parisi 16, La Torre 11, Zanier 11 | Punti | Morrone 18, Pedrotti 12, Cappella 12 |

| Arbitri: | Auriemma (Napoli) Di Paolo (Chieti) |

|                                         |       |                                 |
| Esposito 16, Frascolla 13, Liberatori 9 | Punti | Zucchi 18, Zanier 13, Parisi 12 |

| Arbitri: | Fancellu (Sassari) Di Paolo (Chieti) |

|                                      |       |                             |
| Cucinelli 23, Parisi 13, La Torre 13 | Punti | Lokar 22, Soro 20, Maran 11 |

| Arbitri: | Capurro (Reggio Calabria) Corti (Sesto San Giovanni) |

|                                      |       |                                      |
| Casalvieri 19, Sales 18, Pasquato 14 | Punti | Parisi 20, Cucinelli 11, La Torre 11 |

| Arbitri: | Quacci (Pavia) Bertelli (Milano) |

|                                      |       |                               |
| Bonaiuti 18, Di Monte 17, Carchia 11 | Punti | Zucchi 18, Zizza 16, Totaro 9 |

| Arbitri: | Gori (Padova) Barretta (Mestre) |

|                                 |       |                             |
| Zucchi 25, Zanier 21, Parisi 11 | Punti | Bon 30, Grossi 10, Coppo 10 |

| Arbitri: | Mastrantoni (Latina) Biasini (Frosinone) |

|                                    |       |                           |
| Parisi 19, Tortolini 18, Zucchi 10 | Punti | Bonaccorsi 23, Binetti 12 |

| Arbitri: | Di Paolo (Chieti) Moscatello (Bergamo) |

|                                        |       |                               |
| Coltellacci 28, Meleo 15, Verderosa 12 | Punti | Zanier 19, Zizza 11, Parisi 9 |

| Arbitri: | Capurro (Reggio Calabria) Castelluccio (Napoli) |

|                                 |       |                                       |
| Zucchi 21, Parisi 14, Totaro 11 | Punti | Paoli 24, Cempini 16, Feliciangeli 11 |

| Arbitri: | Seghetti (Livorno) Caroti (Livorno) |

|                                  |       |                                     |
| Benzi 16, Marchetti 16, Rossi 11 | Punti | Tortolini 19, Parisi 14, Di Santo 9 |

| Arbitri: | Crescenti (Messina) Tedesco (Matera) |

|                                           |       |                                      |
| Angiolini 17, Gagliardo 10, Passarelli 10 | Punti | Di Santo 16, Parisi 14, Tortolini 10 |

| Arbitri: | Terreni (Vicenza) Pizzioli (Pordenone) |

|                                   |       |                                         |
| Di Santo 18, Zucchi 15, Parisi 15 | Punti | Malaventura 17, Spinelli 16, Facenda 15 |

### Play out
| Arbitri: | Quacci (Pavia) Sivieri (Milano) |

|                                    |       |                           |
| La Torre 15, Parisi 15, Di Santo 8 | Punti | Angeli 23, Coltellacci 20 |

| Arbitri: | Auriemma (Napoli) Di Francia (Pozzuoli) |

|                                     |       |                                      |
| Meleo 29, Angeli 22, Coltellacci 16 | Punti | Milone 19, Tortolini 16, Di Santo 12 |

| Arbitri: | Seghetti (Livorno) Manzato (Livorno) |

|                                    |       |                                    |
| Parisi 15, Totaro 14, Tortolini 14 | Punti | Meleo 24, Angeli 19, Vettorelli 12 |

## Statistiche

### Statistiche di squadra
| Competizione                      | Punti | In casa | In casa | In casa | In casa | In casa | In trasferta | In trasferta | In trasferta | In trasferta | In trasferta | Totale | Totale | Totale | Totale | Totale | Totale |
| Competizione                      | Punti | G       | V       | P       | PF      | PS      | G            | V            | P            | PF           | PS           | G      | V      | P      | PF     | PS     | DIF    |
| --------------------------------- | ----- | ------- | ------- | ------- | ------- | ------- | ------------ | ------------ | ------------ | ------------ | ------------ | ------ | ------ | ------ | ------ | ------ | ------ |
| B di Eccellenza Stagione regolare | 22    | 13      | 9       | 4       | 908     | 858     | 13           | 2            | 11           | 829          | 955          | 26     | 11     | 15     | 1737   | 1813   | -76    |
| B di Eccellenza Play out          | 4     | 2       | 2       | 0       | 139     | 134     | 1            | 0            | 1            | 77           | 86           | 3      | 2      | 1      | 216    | 220    | -4     |
| TOTALE                            | 26    | 15      | 11      | 4       | 1042    | 992     | 14           | 2            | 12           | 906          | 1041         | 29     | 13     | 16     | 1953   | 2033   | -80    |

### Statistiche dei giocatori
| Giocatore    | Generali | Generali | Generali | Generali | Tiri liberi | Tiri liberi | Tiri liberi | Tiri da due | Tiri da due | Tiri da due | Tiri da tre | Tiri da tre | Tiri da tre | Tiri Totale | Tiri Totale | Tiri Totale | Rimbalzi | Rimbalzi | Rimbalzi | Palle | Palle | Stoppate | Val    | Medie | Medie |
| Giocatore    | PG       | PTI      | MIN      | AS       | Rea         | Ten         | %           | Rea         | Ten         | %           | Rea         | Ten         | %           | Rea         | Ten         | %           | Dif      | Off      | Tot      | Per   | Rec   | Dat      | Totale | Pun   | Val   |
| ------------ | -------- | -------- | -------- | -------- | ----------- | ----------- | ----------- | ----------- | ----------- | ----------- | ----------- | ----------- | ----------- | ----------- | ----------- | ----------- | -------- | -------- | -------- | ----- | ----- | -------- | ------ | ----- | ----- |
| G. Parisi    | 26       | 340      | 964      | 19       |             |             |             |             |             |             | 49          | 165         | 29,7        |             |             |             |          |          | 63       | 56    | 60    |          |        | 13,1  |       |
| R. Tortolini | 25       | 197      |          | 1        |             |             |             |             |             |             |             |             |             |             |             |             |          |          | 90       | 25    | 16    |          |        | 7,9   |       |
| M. Di Santo  | 18       | 194      |          | 7        |             |             |             |             |             |             |             |             |             |             |             |             |          |          | 59       | 48    | 22    |          |        | 10,8  |       |
| G. La Torre  | 26       | 192      |          | 3        |             |             |             |             |             |             |             |             |             |             |             |             |          |          | 159      | 35    | 36    |          |        | 7,4   |       |
| M. Totaro    | 26       | 156      | 691      | 4        |             |             |             |             |             |             |             |             |             |             |             |             | 104      | 68       | 172      | 44    | 30    |          |        | 6,0   |       |
| A. Zanier    | 23       | 154      |          | 5        |             |             |             |             |             |             |             |             |             |             |             |             |          |          | 45       | 30    | 19    |          |        | 6,7   |       |
| S. Zucchi    | 13       | 146      |          | 1        |             |             |             |             |             |             |             |             |             |             |             |             |          |          | 28       | 24    | 17    |          |        | 11,2  |       |
| G. Stama     | 13       | 109      |          | 1        |             |             |             |             |             |             |             |             |             |             |             |             |          |          | 26       | 17    | 17    |          |        | 8,4   |       |
| G. Zizza     | 26       | 91       |          | 2        |             |             |             |             |             |             |             |             |             |             |             |             |          |          | 59       | 17    | 14    |          |        | 3,5   |       |
| M. Cucinelli | 13       | 86       |          | 4        |             |             |             |             |             |             |             |             |             |             |             |             |          |          | 32       | 26    | 13    |          |        | 6,6   |       |
| H. Bosco     | 13       | 49       |          | 4        |             |             |             |             |             |             |             |             |             |             |             |             |          |          | 12       | 12    | 6     |          |        | 3,8   |       |
| N. Elia      | 13       | 13       |          |          |             |             |             |             |             |             |             |             |             |             |             |             |          |          |          |       |       |          |        | 1,0   |       |
| G. Sardano   | 10       | 4        |          |          |             |             |             |             |             |             |             |             |             |             |             |             |          |          | 3        |       |       |          |        | 0,4   |       |
| L. Cordella  | 5        | 4        |          |          |             |             |             |             |             |             |             |             |             |             |             |             |          |          |          |       |       |          |        | 0,8   |       |
| F. Ventruto  | 9        | 2        |          |          |             |             |             |             |             |             |             |             |             |             |             |             |          |          | 1        |       |       |          |        | 0,2   |       |
| A. Milone    | 1        | 0        |          |          |             |             |             |             |             |             |             |             |             |             |             |             |          |          | 1        |       |       |          |        | 0,0   |       |
| SQUADRA      | 26       | 1737     | 5325     | 51       | 430         | 598         | 71,9        | 439         | 895         | 49,1        | 143         | 483         | 29,6        | 582         | 1378        | 42,2        |          |          | 750      | 334   | 250   |          |        | 66,8  |       |

- nel riepilogo statistico non sono comprese le partite di playout

## Fonti
- La Gazzetta del Mezzogiorno edizione 1999-00
- Guida ai campionati nazionali di basket 2000